# Katastrofa lotu Southern Airways 242
Katastrofa lotu Southern Airways 242 – katastrofa lotnicza, która wydarzyła się 4 kwietnia 1977 roku, McDonnell Douglas DC-9-31 (nr rej. N1335U), linii Southern Airways, lecący z Huntsville w stanie Alabama do Atlanty, rozbił się w czasie burzy uderzając w stację benzynową, a później w drzewa  w mieście New Hope w stanie Georgia. Zginęły 72 osoby (63 pasażerów i 9 osób na ziemi), a 22 osoby zostały ranne.

## Samolot
Samolotem obsługującym lot 242 był McDonnell Douglas DC-9-31 (nr. rej. N1335U), wyprodukowany w 1971 roku. W chwili startu z lotniska w Huntsville maszyna ta miała wylatane 15 405 godzin.

## Przebieg lotu
Na lotnisku w Huntsville na pokład weszło 81 pasażerów. Kapitanem tego rejsu był Bill McKenzie, a drugim pilotem Lyman Keele. Maszyna wystartowała kilka minut przed burzą. Załoga posiadała nieaktualny komunikat meteorologiczny, gdy podjęła decyzję o wykonaniu lotu. 

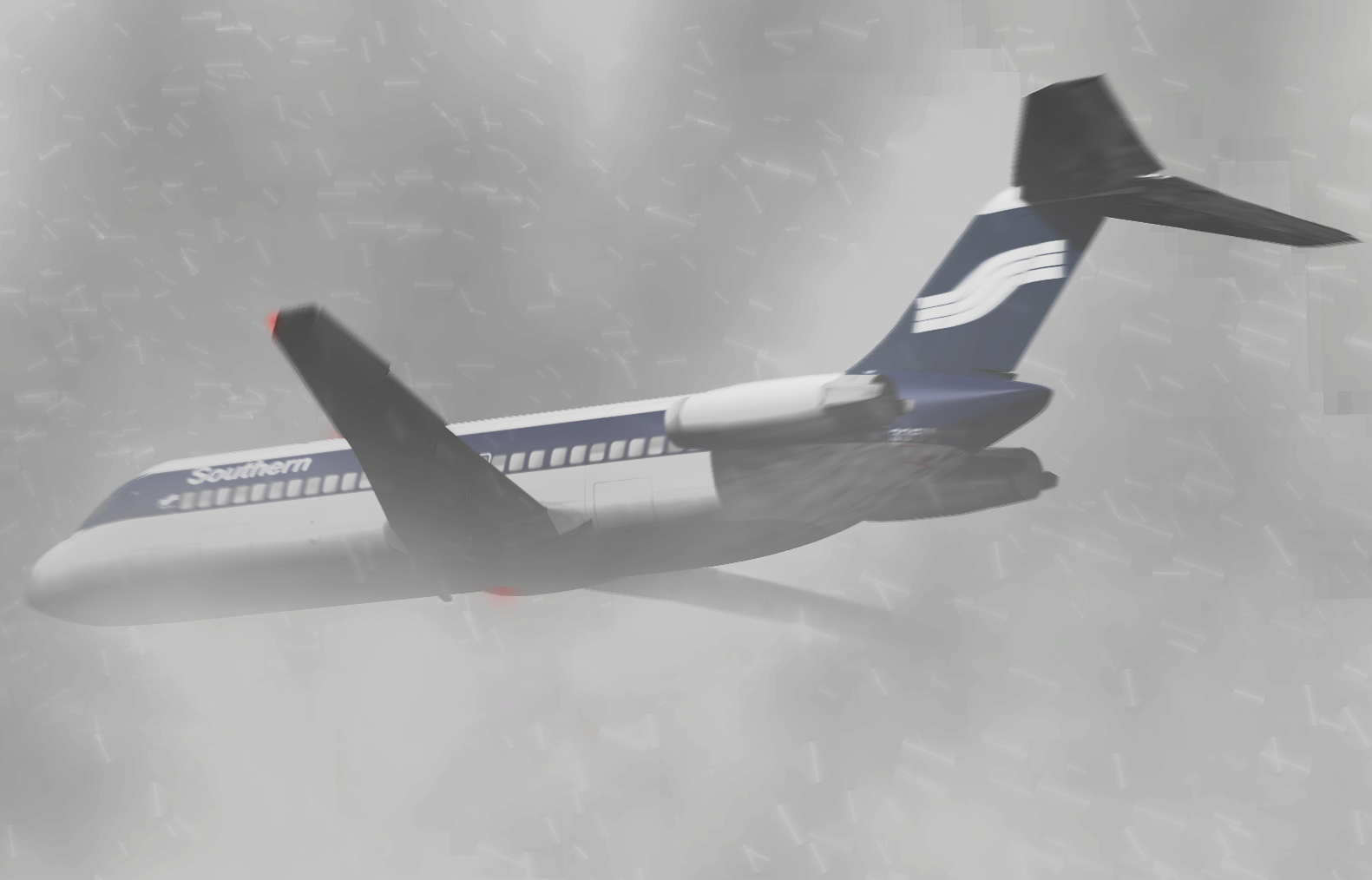
Wizualizacja lotu

W chwili wznoszenia się samolotu na wysokość 4500 metrów (ok. 14 750 stóp), kontroler lotu ostrzegł pilotów przed silnymi burzami między wysokością 14 000 a 17 000 stóp. Kilka minut później samolot wpadł w strefę gradu. Opady te były tak silne, że w samolocie popękało wiele okien. Lód, który dostał się do wnętrza silników, doprowadził do pompażu i wybuchów wewnątrz silników, które spowodowały uszkodzenia łopatek sprężarki silników. Niedostateczny dopływ powietrza doprowadził do względnego nadmiaru paliwa i spowodował pożar wewnątrz silników. Najpierw silnik nr 1 stracił ciąg, niedługo później silnik prawy spotkało to samo. W związku z brakiem zasilania od silników załoga uruchomiła APU. Samolot kontynuował lot bezsilnikowy z obniżaniem wysokości.

## Feralne awaryjne lądowanie
Maszyna szybowała, gdy kontrolerzy kazali jej lecieć na lotnisko do wojskowej bazy lotniczej Dobbins Air Force Base w Mariettcie w stanie Georgia. Innym rozwiązaniem było nieczynne lotnisko w Cartersville. Maszyna jednak kluczyła w chmurach burzowych i miała zbyt małą wysokość, aby bezpiecznie dolecieć na lotnisko do Marietty czy do Cartersville. Kapitan Bill McKenzie zdecydował się na awaryjne lądowanie na pobliskiej autostradzie. Maszyna wypuściła podwozie. Samolot uderzył lewym płatem o stację benzynową i uległ rozbiciu oraz pożarowi, który objął całą strukturę płatowca.

## Przyczyny
NTSB opublikowało raport 25 stycznia 1978 roku, wg którego przyczyną wypadku było wlecenie w silną burzę z gradem i uszkodzenie silników spowodowane przez pompaż silników wywołany potężnym opadem gradu.